# Безодня (песня)
Безодня (с укр. — «Бездна») – украиноязычная дуэтная песня Тины Кароль и группы Бумбокс выпущенная 4 апреля 2019 года. Композиция вошла в альбом «Таємний код. Рубікон».

## Описание
«Безодня» — это первый творческий тандем Тины Кароль и группы Бумбокс.
Группа «Бумбокс» представила новую песню из будущего альбома «Тайный Код; Рубикон». Тина Кароль и группа Бумбокс представили песню в режиме онлайн на страничке группы в facebook.
Премьера песни Безодня в исполнении Тины Кароль и группы Бумбокс состоялась 4 апреля 2019 года
В песне поведана история любви пары, которая не может преодолеть расстояние между друг другом, пускай даже эмпирическое. Оно кажется для каждого бездной.
«Тина Кароль смогла придать песне именно ту тембральную и эмоциональную окраску, которую я представлял, когда писал ее. Тина сразу согласилась на дуэт, наше сотрудничество было непринужденно легким. Одна репетиция, одна сессия в доме звукозаписи. Месяц студийной работы с аранжировкой, мастеринг в Соединенных Штатах и работа готова», – говорит Андрей Хлывнюк
Тины Кароль, которая впервые поёт в дуэте, о коллаборации сказала так:
«Композиция "Безодня" – это история зрелой любви, история в которой встретились два человека, и музыка даёт им ответы на все вопросы. Эта песня близка мне по смыслу, по духу, я с благодарностью приняла приглашение Андрея Хливнюка спеть в дуэте. У нас получилось создать хорошую оду о вечной – о любви», – говорит Тина Кароль
К слову, дуэт Тины Кароль с группой Бумбокс стал полной неожиданностью для фанатов.

## Видео
Премьера клипа на лирическую композицию о романтической привязанности и зависимости состоялась 4 апреля 2019 года. Видеоклип вышел на официальном YouTube канале группы.
Станислав Гуренко стал режиссером видео-работы. Он также признался, что на снимальной площадке царило полное взаимопонимание между певицей и коллективом.
«Нужно отдать должное выдержке и профессионализму группы, Андрею и Тины, каждый из них чувствовал песню и точно знал, что нужно делать на площадке без моих режиссерских подсказок.  Тот самый момент, когда все были на одной волне», – добавил режжисёр
В клипе Андрей Хлывнюк из Бумбокс предстал в привычном образе — одет в кежуал, на голове шапочка. Тина также не отходила от любимого драматичного аутфита — красное платье на тоненьких бретельках и помаду в тон ему дополнили голливудские локоны.
Что интересно, первая видеоколаборация Тины Кароль и группы "Бумбокс" ограничилась минимализмом. Режиссеры не использовали никаких анимационных спецэффектов, однако стоит отметить завораживающую игру теней.

## Список композиций
| №  | Название  | Текст песни    | Музыка                        | Длительность |
| -- | --------- | -------------- | ----------------------------- | ------------ |
| 1. | «Безодня» | Андрей Хлывнюк | Андрей Хлывнюк, Олег Аджикаев | 4:21         |

## Live исполнения
5 апреля 2019 года на официальном YouTube канале Тины Кароль, вышло live выступление в дуэте с группой «Бумбокс».
12 апреля Тина Кароль на шоу «Вечер премьер» с Катериной Осадчей, представила первое концертное исполнение дуэтной песни «Безодня» с Андреем Хлывнюком и группой «Бумбокс».
21 апреля Тина Кароль совместно с группой Бумбокс, исполнили песню «Безодня» в финале шоу Голос страны 9.

## История релиза
| Регион | Дата          | Формат                      | Версия     | Лейбл     | Прим.  |
| ------ | ------------- | --------------------------- | ---------- | --------- | ------ |
| Мир    | 4 апреля 2019 | Цифровая загрузка, стриминг | украинская | Melomania | [ 18 ] |
| СНГ    | 4 апреля 2019 | Радиоротация                | украинская | Melomania | [ 19 ] |

## Участники записи
- Вокал:
  - Тина Кароль,
  - Андрей Хлывнюк;
- Музыка: 
  - Олег Аджикаев,
  - Андрей Хлывнюк;
- Слова: Андрей Хлывнюк;
- Гитара: Олег Аджикаев;
- Бас: Денис Левченко;
- Клавишные: Павел Литвиненко;
- Барабаны: Александр Люлякин;
- Dj: Валентин Матиюк;
- Звукорежиссёр: Олег Аджикаев;
- Аудио-продакшн: 
  - Jam Sound,
  - Олег Аджикаев;
- Саунд-продюсер: Олег Аджикаев;
- Продюсеры:
  - Алексей Согомонов,
  - Андрей Хлывнюк;
- Постпродакшн: Red Glass.

## Текст
Текст песни «Безодня»
Мовчанням, словами, думками, очима
Однакові різні, ми рівні сьогодні
Між нами півкроку, між нами безодня
Маленька сховалася в темряві лячно, лячно
Я все відчуваю, я всю тебе бачу
І ковдрою теплою, кожухом стану
Якщо ти попросиш, як не перестанеш
Вустами, світлинами, текстами, снами
Не передати, що діється з нами
І знаю, як часом буває самотньо
До тебе півкроку, до тебе безодня
Якби докричався, якби ти почула
Навшпиньки, навпомацки, навпіл лечу я
Скажи, чи нам з іншими буде так само
Руками, плечима, волоссям, вустами
Тебе, тебе
Я там посеред ночі кличуть
Тебе, тебе
Не продам і не позичу
Тебе, тебе
Скелею із солі стану
Але, але
Наш світ під три чорти несеться
Як вибуху хвиля
Як річкою крига
Нехай шкереберть все це
І догори дригом
Твій голос прямісінько
Тебе
Тебе посеред ночі кличу
Тебе
Не продам і не позичу
Тебе
Скелею із солі стану
Але, але
Віритимемо в останню